# Raiamas longirostris
Raiamas longirostris är en fiskart som först beskrevs av George Albert Boulenger 1902.  Raiamas longirostris ingår i släktet Raiamas och familjen karpfiskar. IUCN kategoriserar arten globalt som otillräckligt studerad. Inga underarter finns listade i Catalogue of Life.